# Алексєєвський район (Волгоградська область)
Алексєєвський район (рос. Алексеевский район) — муніципальне утворення у Волгоградській області. Адміністративний центр — станиця Алексєєвська.
Розташований на українських етнічних землях Жовтого Клину.

## Історія
Алексєєвський район заснований Постановою Президії ВЦВК 23 червня 1928 року в складі Хоперського округу Нижньо-Волзького краю. З 1934 року в складі Сталінградського краю, з 1936 року — Сталінградської (Волгоградської) області.
31 грудня 2004 року відповідно до Закону Волгоградської області № 988-ОД район наділений статусом муніципального району. У його складі утворено 15 муніципальних утворень (сільських поселень).